# EUTM RCA
La Missió d'Entrenament de la Unió Europea a la República Centreafricana (EUTM RCA) és una missió multinacional de formació militar de la Unió Europea amb seu a Bangui (República Centreafricana).
Va ser creada pel Consell de la Unió Europea en virtut de la Política comuna de seguretat i defensa de la Unió Europea (PCSD) el 16 de juliol de 2016 i continuarà fins al setembre de 2018 sota el mandat vigent. És la successora de l'EUMAM RCA, missió d'assessorament militar de la UE i treballa estretament amb les Forces Armades de la República Centreafricana. El mandat també inclou deliberacions amb el Ministeri de Defensa i l'Estat Major sobre qüestions estratègiques i en formació i organització. No obstant això, la Missió no inclou un mandat executiu.

## Organització
Des de gener de 2018 el comandant és el general de brigada portuguès Hermínio Maio. Prop de 170 soldats de 12 estats estan representats a la missió de formació.
| Àustria                   | 3                              | 3                | 3   |
| Bèlgica                   | 27 (26+1)                      | 27               | 9   |
| Espanya                   | 20                             | 20               | 30  |
| França                    | 50                             | 50               | 52  |
| Polònia                   | 2                              | 2                | 1   |
| Portugal                  | 10                             | 10               | 10  |
| Romania                   | 4                              | 4                | 8   |
| Suècia                    | 8                              | 8                | 9   |
| Total dels estats membres | 124                            | 124              | 122 |
| Estats tercers            | abans de l'1 de febrer de 2017 | 1 de febrer 2017 |     |
| Geòrgia                   | —                              | 35               | 35  |
| Sèrbia                    | 6                              | 6                | 7   |
| Bòsnia i Hercegovina      |                                |                  | 2   |
| Lituània                  |                                |                  | 1   |
| Total general             | 130                            | 165              | 169 |

## Comandància
| País     | Graduació          | Nom                      | Inici          | Final          |
| -------- | ------------------ | ------------------------ | -------------- | -------------- |
| França   | General de brigada | Éric Hautecloque-Raysz   | juliol de 2016 | gener de 2017  |
| Bèlgica  | General de brigada | Herman Ruys              | gener de 2017  | juliol de 2017 |
| Espanya  | General de brigada | Fernando García Blázquez | juliol de 2017 | gener de 2018  |
| Portugal | General de brigada | Herminio Maio            | gener de 2018  | en el càrrec   |